# Campionato francese di rugby a 15 1958-1959
Il Campionato francese di rugby a 15 1958-1959 fu vinto dal Racing Club de France che batté lo Stade Montois.

## Formula
Il torneo fu disputato da 48 squadre divise in 6 gironi da 8 squadre. Le prime cinque di ogni poule e le due migliori seste, per un totale di 32, si qualificarono alla fase ad eliminazione diretta.

## Contesto
- Il torneo delle Cinque Nazioni è stato vinto dalla Francia
- Il Challenge Yves du Manoir è stato vinto dallo US Dax che battuto la Section Paloise par 12-8.

## Fase di qualificazione
In grassetto le qualificate per la fase ad eliminazione diretta
| - FC Lourdes - RC Chalon - Stade lavelanétien - CS Vienne - Toulouse Olympique - CA Brive - FC Auch - US Montauban | - Stade toulousain - Niort - RC Narbonne - La Voulte - Castres Olympique - SU Agen - FC Saint-Claude - SC Mazamet          | - Boucau stade - Section paloise - Stade montois - Stade Aurillacois - Aviron bayonnais - Saint-Girons SC - Tarbes - US Romans |
| - SC Angoulême - US Dax - US Bressane - SC Tulle - CA Bègles - RC Toulon - Paris Université Club - Racing Club     | - USA Perpignan - US Cognac - SA Saint-Sever - CA Périgueux - Biarritz Olympique - SC Graulhet - SO Chambéry - AS Soustons | - Stade Rochelais - FC Grenoble - AS Béziers - Tyrosse RCS - Cahors - RC Vichy - US Carmaux - AS Montferrand                   |

## Sedicesimi di finale
In grassetto le qualificate agli ottavi di finale
| Squadra 1             | Squadra 2          | Risultato |
| --------------------- | ------------------ | --------- |
| FC Lourdes            | SC Graulhet        | 12-6      |
| AS Béziers            | CA Brive           | 13-9      |
| Section Paloise       | Toulose OEC        | 30-3      |
| US Dax                | Racing club Vichy  | 9-0       |
| Racing club de France | AS Montferrand     | 8-0       |
| CS Vienne             | FC Auch            | 3-3       |
| FC Grenoble           | SC Tulle           | 12-6      |
| RC Toulon             | Stade toulousain   | 14-6      |
| La Voulte             | US Cognac          | 6-0       |
| USA Perpignan         | Stadoceste Tarbais | 8-3       |
| SC Mazamet            | US Montauban       | 23-3      |
| Aviron Bayonnais      | SO Chambéry        | 13-3      |
| Stade Montois         | SU Agen            | 5-0       |
| Castres Olympique     | SC Angoulême       | 15-0      |
| CA Périgueux          | Stade Aurillacois  | 19-0      |
| Biarritz Olympique    | Cahors rugby       | 6-3       |

## Ottavi di finale
In grassetto le qualificate ai quarti di finale
| Squadra 1             | Squadra 2          | Risultato |
| --------------------- | ------------------ | --------- |
| FC Lourdes            | AS Béziers         | 6-5       |
| Section paloise       | US Dax             | 12-6      |
| Racing club de France | CS Vienne          | 6-0       |
| FC Grenoble           | RC Toulon          | 5-3       |
| La Voulte             | USA Perpignan      | 3-0       |
| SC Mazamet            | Aviron Bayonnais   | 6-3       |
| Stade montois         | Castres Olympique  | 6-0       |
| CA Périgueux          | Biarritz Olympique | 16-3      |

## Quarti di finale
In grassetto le qualificate alle semifinali
| Squadra 1             | Squadra 2       | Risultato |
| --------------------- | --------------- | --------- |
| FC Lourdes            | Section Paloise | 9-8       |
| Racing club de France | FC Grenoble     | 14-5      |
| La Voulte sportif     | SC Mazamet      | 3-0       |
| Stade Montois         | CA Périgueux    | 20-3      |

## Semifinali
| Squadra 1             | Squadra 2  | Risultato |
| --------------------- | ---------- | --------- |
| Stade Montois         | La Voulte  | 16-9      |
| Racing club de France | FC Lourdes | 19-3      |

## Finale
| Arbitro: | Albert Ferrasse |

| |            | |
| mete: Boize Tarricq (2) trasf. Debet c.p. Debet | Marcatori  | mete: Guy Boniface |
| Roger Labernède, Claude Obadia, Jean-Pierre Beigbeder, Serge Grousset, Stéphane Boize, François Moncla, Michel Crauste, Marc Paillassa, Henri Lasserre, Louis Fernandez, Robert Navarre, Emile Barbaste, Arnaud Marquesuzaa, Alain Chappuis, Michel Debet | Formazioni | Pierre Cazals, Pierre Pascalin, Jean-Baptiste Amestoy, Paul Tignol, Pierre Capbert, Jean-Roger Bourdeu, Jacques Bourdeu, Ferdinand Roumat, Pierre Lacroix, Louis Requenna, Christian Darrouy, André Boniface, Guy Boniface, Gérard Dagès, Francis Darroze |